# 卡塔拉科特群
卡塔拉科特群（英語：Cataract Group）是俄亥俄州的一個地質群。 它可以追溯到志留紀。